# Трецоласко (Кремона)
Трецоласко је насеље у Италији у округу Кремона, региону Ломбардија.
Према процени из 2011. у насељу је живело 125 становника. Насеље се налази на надморској висини од 96 м.